# Тего

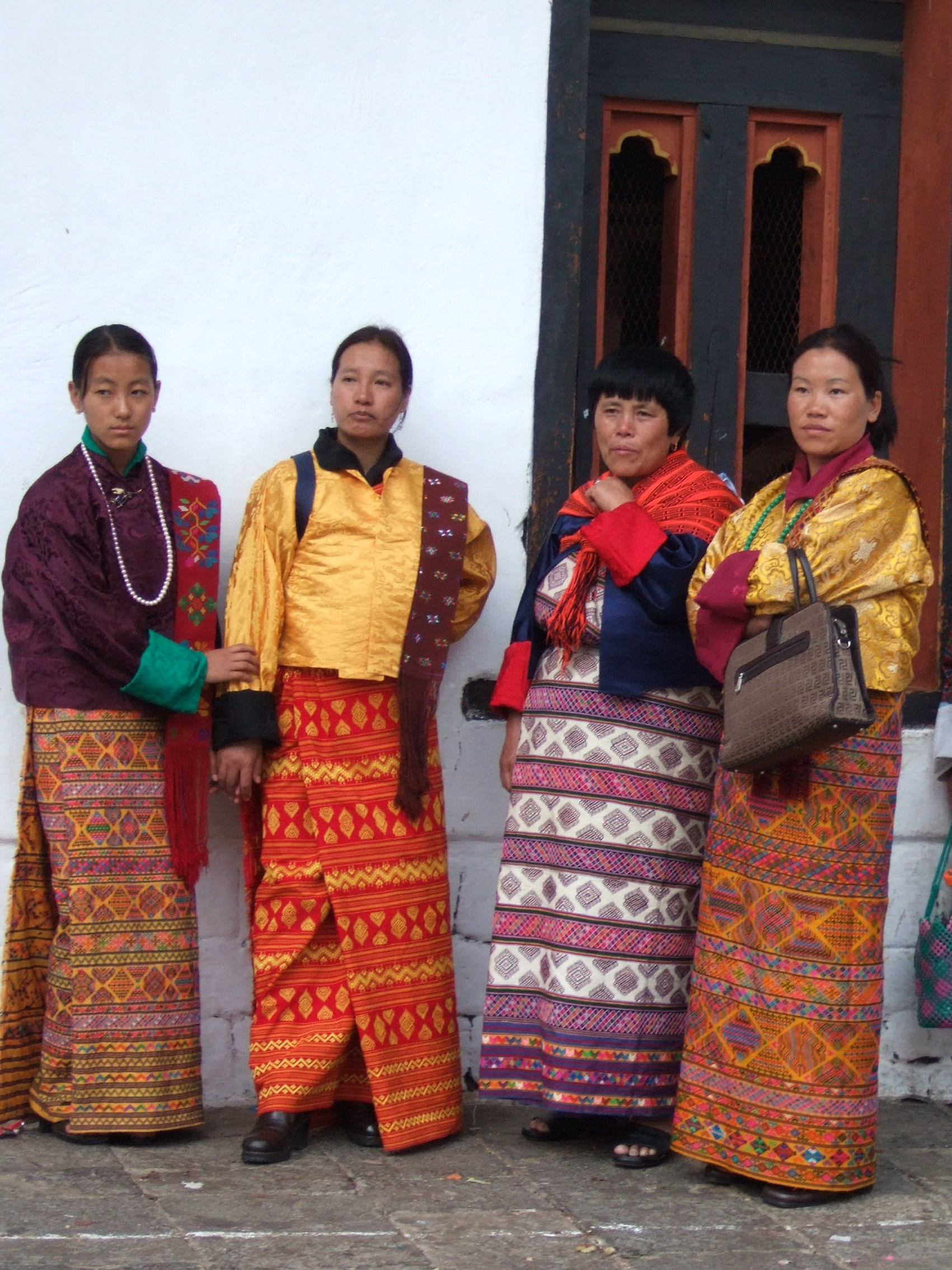
Бутанські жінки в кіра і тего

Тего (дзонґ-ке སྟོད་གོ་, Вайлі stod-go, англ. toego, tögo) — подібний куртці бутанський жіночий одяг з довгими рукавами, який одягають поверх кіра. Тего є частиною бутанського національного вбрання, нарівні з кіра та блузкою вонджу.
Також, в Бутані є сорочка зі схожою назвою — таго, яка одягається і чоловіками, і жінками під ґхо і кіра.